# ستاری زاموشتش
ستاری زاموشتش (به لهستانی:  Stary Zamość) یک روستا در لهستان است که در گمینا ستار زاموشتش واقع شده‌است.